# Elezioni locali in Corea del Nord del 1985
Le elezioni delle assemblee popolari provinciali, municipali, cittadine, delle contee e dei distretti in Corea del Nord del 1985 si tennero il 24 febbraio. 
Furono eletti 28 793 deputati delle assemblee popolari provinciali, municipali, cittadine, delle contee e dei distretti.
L'affluenza fu del 100% e i candidati ricevettero un tasso di approvazione del 100%. 